# Uno strano caso
Uno strano caso (Chances Are) è un film del 1989 diretto da Emile Ardolino.

## Trama
Il giovane avvocato Louis Jeffries, sposato e follemente innamorato della moglie Corinne, il giorno del suo primo anniversario di matrimonio - mentre sta andando al ristorante per festeggiare con la moglie - viene investito da un'auto e muore, davanti agli occhi della moglie, lasciandola sola e con una figlia in grembo. Una volta giunto nell'aldilà, Louis dopo un attimo di smarrimento chiede di reincarnarsi il prima possibile in un bambino che sta per nascere, ma nella fretta non consente al suo angelo custode di praticargli una puntura che gli faccia dimenticare del tutto la sua vita precedente.
Ventitré anni dopo Alex Finch è un giovane uomo, aspirante giornalista che si è appena laureato e conosce una sua coetanea di nome Miranda Jeffries che si è appena laureata in legge. Tra Miranda e Alex nasce una simpatia, tanto che lei decide di presentarlo alla madre (che in tutti quegli anni non ha dimenticato il marito) e al suo padrino Philip (migliore amico di Louis). Le cose si complicano quando Alex, trascorrendo del tempo nella casa che era stata di Louis, inizia a ricordare particolari della sua vita precedente. Il giorno dopo rivela tutto a Corinne che dapprima lo crede pazzo ma poi inizia a credergli, accettandone il corteggiamento. Phil, invece, da sempre innamorato di Corinne, ritiene il ragazzo un impostore.
Alex decide a quel punto di farsi da parte e di favorire l'amore inconfessato di Phil e Corinne. Mentre assiste al primo processo di Miranda riconosce il giudice, lo stesso che presiedeva il processo nel quale Louis sosteneva l'accusa contro un boss malavitoso prima della sua morte, capisce che l'uomo è corrotto e rivela l'esistenza di una registrazione che può incastrarlo. Costretto a fuggire per salvarsi cade dalle scale e finisce in ospedale. Lì l'angelo custode (nelle sembianze di un medico) pratica ad Alex l'iniezione che avrebbe dovuto ricevere in paradiso e al suo risveglio non ricorda nulla di quanto accaduto da quando è entrato in casa di Miranda la prima volta e confessa alla ragazza il suo amore. Il giudice viene arrestato e ad Alex viene offerto un posto come giornalista, mentre con Miranda partecipa al matrimonio di Phil e Corinne che finalmente si erano confessati il loro amore.

## Colonna sonora
Le principali canzoni del film sono Forever Young di Rod Stewart e After All, quest'ultima interpretata da Peter Cetera (ex-leader dei Chicago) e Cher.

## Luoghi delle riprese
Molte scene sono state filmate a Georgetown, come il centro commerciale, il Glen Echo Park, lo Smithsonian Institution e altre zone di Washington.